# Río Vasco
Río Vasco är en ort i Mexiko.   Den ligger i kommunen Altotonga och delstaten Veracruz, i den sydöstra delen av landet, 210 km öster om huvudstaden Mexico City. Río Vasco ligger 973 meter över havet och antalet invånare är 545.
Terrängen runt Río Vasco är bergig åt sydväst, men åt nordost är den kuperad. Runt Río Vasco är det ganska tätbefolkat, med 104 invånare per kvadratkilometer. Närmaste större samhälle är Atzalan, 13,1 km väster om Río Vasco. I omgivningarna runt Río Vasco växer i huvudsak städsegrön lövskog.